# Fritz Hünenberger
Fritz Hünenberger (né le 14 mars 1897 et mort le 30 août 1976) est un haltérophile suisse.

## Palmarès

### Jeux olympiques
- Anvers 1920
  -  Médaille d'argent en moins de 82,5 kg
- Paris 1924
  -  Médaille d'argent en moins de 82,5 kg.

### Championnats d'Europe
- Championnats d'Europe d'haltérophilie 1921
  -  Médaille d'or[1].